# آلبرت هافمن
آلبرت هوفمن (به آلمانی: Albert Hofmann) (۱۱ ژانویه ۱۹۰۶ – ۲۹ آوریل ۲۰۰۸)، شیمی‌دان سوئیسی بود که ماده روانگردان ال‌اس‌دی (به انگلیسی: LSD) را کشف کرد. این محقق ال‌اس‌دی را در سال ۱۹۳۸ در حین آزمایش بر روی قارچی که بر روی غلات رشد می‌کند، کشف کرد ولی اثرات آن را در سال ۱۹۴۳ و در پی مصرف تصادفی این ماده متوجه شد.
آلبرت هوفمن امیدوار بود که این دارو برای درمان بیماری‌های روانی مانند اسکیزوفرنی و همچنین پژوهش در نحوه عملکرد ذهن بشر استفاده شود. امروزه ال‌اس‌دی مصرف پزشکی رسمی ندارد اما دانشمندان در حال تحقیق بر روی امکان استفادهٔ درمانی از ال‌اس‌دی و دیگر ترکیبات مشابه برای درمان افسردگی و استفاده در روان‌کاوی هستند.

## فعالیت‌های علمی

### کشف ال‌اس‌دی
هافمن کارمند بخش شیمی دارویی آزمایشگاه ساندوز بود. او روی گیاه دارویی دریمیا ماریتیما و قارچ ارگوت برای بدست آوردن ترکیبات اصلی و ساخت دارو کار می‌کرد. او اولین بار ال‌اس‌دی را در ۱۶ نوامبر ۱۹۳۸ سنتز کرد اما اثرات آن را در ۱۶ آوریل ۱۹۴۳ متوجه شد، زمانی که او به صورت تصادفی دستش را به دهان و بینی و احتمالاً چشمانش تماس داد و باعث شد مقدار کمی از آن وارد بدنش شود. او تجربه خود را به این شکل توصیف کرد:
| « | وقتی که روی تختخوابم دراز کشیدم در عالم هذیان و هیجان و مستی غوطه‌ور شدم. تمام اثاث خانه به دنبال هم حرکت می‌کردند و پیوسته تغییر رنگ می‌دادند. به نظرم می‌آمد که ستارگان آبی رنگ آسمان روی سقف خانه‌های شهر فرو می‌ریزند. پس از دو ساعت که در عالم بی‌خبری بودم، یادم آمد که همان روز مقدار کمی از عصاره قارچ چاودار خورده‌ام. فردای همان روز تصمیم گرفتم که همان آزمایش را با مصرف مقدار یک میکروگرم از این دارو تکرار کنم و نتیجه را یادداشت کنم و یادداشتم چنین بود؛ چهل دقیقه پس از خوردن این مقدار مختصری احساس سرگیجه کردم و بی‌اختیار قهقههٔ خنده سر دادم. جثهٔ کسانی که در اطرافم بودند به‌طور عجیبی کوچک شد. از همکارم در خواست کردم که مرا با دوچرخه به یک ویلا هدایت کند. با اینکه باسرعت با دوچرخه پا می‌زدیم، ولی احساس می‌کردم از جای خود تکان نمی‌خورم. پس از ۶ ساعت وضع عادی خود را بازیافتم. | » |

سه روز بعد یعنی ۱۹ آوریل ۱۹۴۳ هوفمن مقدار ۲۵۰ میکروگرم از ال‌اس‌دی را مصرف کرد. این روز امروزه با نام «روز دوچرخه» شناخته می‌شود به خاطر اینکه اثرات دارو هنگامی که هوفمن در حال راندن دوچرخه‌اش به سمت خانه‌اش بود آغاز شد.

### جداسازی سیلوسایبین
آلبرت هوفمن در سال ۱۹۵۹ برای اولین بار موفق شد ترکیب روان‌گردان اصلی در قارچ Psilocybe mexicana را استخراج کند. او این ترکیب را سیلوسایبین و ترکیب روان‌گردانی که به میزان کمتر در این قارچ‌ها حضور داشت را سیلوسین نامید.

## مرگ

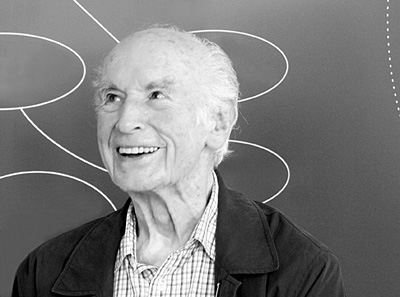
آلبرت هافمن در سال ۲۰۰۶

هافمن در ۲۹ آوریل ۲۰۰۸ درحالی که ۱۰۲ سال سن داشت در کنار نوه‌ها و نتیجه‌هایش بر اثر حمله قلبی فوت کرد. او و همسرش آنیتا، چهار فرزند داشتند.